# Meillerwagen
«Meillerwagen» — німецька мобільна ракетна пускова установка часів Другої світової війни. Ракетна установка призначалася для транспортування і запуску балістичних ракет Фау-2 і Rheinbote. Також служила транспортним засобом під час дозаправки і підготовки до запуску.

## Історія моделі
Неофіційна назва «Meillerwagen» часто використовувалася в офіційних документах і відноситься до постачальника запчастин для причепа, Meiller-Kipper GmbH з Мюнхена (заснована в 1850 році). Армійський дослідний центр Пенемюнде розробив Meillerwagen, а компанія Gollnow & Son збирала Meillerwagen з придбаних компонентів.
Установка Meillerwagen збиралася італійськими та радянськими в'язнями табору Ребсток.
В Радянському Союзі були створені та прийняті на озброєння мобільні пускові установки на основі трофейних Meillerwagen для балістичних ракет Р-1 (копія трофейних A-4/V-2) та Р-2 (дещо поліпшена копія).

## Склад пускової установки
Транспортно-пускова установка Meillerwagen А-4/V-2 складалася з наступних засобів:
- Feuerleitzugmaschine Sd.Kfz. 7/3 (Командний напівпричіп)
- Feuerleitpanzer Sd.Kfz.251 (Броньований командний  напівпричіп)
- Hanomag SS-100 (тягач)
- Meiller-Wagen (транспортно-встановлювальний агрегат V-2, прямий попередник сучасних напівпричепів з автономним живленням 20/21-го століття)
- Opel-Blitz T-Stoffwagen (автомобільний цистерна з паливом, схожа на "Ausf. S", як і у Me 163B)
- Kesselanhänger für Fl-Sauerstoff (мобільна цистерна з рідким киснем)

Досвід запусків V-2 з мобільної пускової установки використовувався в програмі з кодовою назвою Regenwurm («Земляний черв'як»), що передбачала запуск V-2 з укріплених бункерів, таких як бункер Ваттен.

## Збережені екземпляри
Всього було створено близько 200 установок Meillerwagen, три з яких збереглися і демонструються в наступних локаціях:
- Меморіал війни в Австралії в ресурсному центрі Treloar в Канберра (Австралія)
- Королівський музей ВПС у Косфорді (Велика Британія)
- Національний музей Повітряних сил США на авіабазі Райт-Паттерсон в Дейтоні, штат Огайо (США)